# King Fear
King Fear – drugi album fińskiego zespołu heavymetalowego Babylon Whores, wydany w listopadzie 1999 roku przez wytwórnię Spinefarm Records (w Finlandii) oraz Necropolis Records (na całym świecie). Nagranie zostało przeprowadzone wiosną 1999 roku w Hellhole Studio.
Utwór czwarty ("Veritas") stanowi cover piosenki zespołu Mana Mana o tytule "Elämä on murheen laakso". W książeczce utwór oryginalny jest błędnie zatytułowany jako "Murheenlaakso". Błąd wynikał z faktu, że piosenka ta została wydana dopiero w 2000 roku, ponieważ jej autor, lider zespołu Jouni Mömmö, popełnił samobójstwo przed wykonaniem profesjonalnego nagrania.

## Twórcy
- Jake Babylon — gitara basowa
- Pete Liha — perkusja, instrumenty perkusyjne
- Antti Litmanen — gitara
- Ike Vil — śpiew

### Gościnnie
- Jasse Hybrid - śpiew (utwór 6)
- Jallu Junnilainen - instrumenty perkusyjne (utwór 4)
- Mikko Kuokkanen - instrumenty klawiszowe (utwrór 10)
- Tommi Kärkkäinen - instrumenty klawiszowe (utwory 2, 9)
- Antti Lindell - instrumenty klawiszowe (utwór 9)
- Ewo Meichem - dodatkowa gitara rytmiczna (utwór 2)
- Otra Romppanen - gitara (utwór 4)
- Don Rosicross - dodatkowa gitara basowa (utwór 1)
- Nik Turner - flet (utwory 6, 10)

## Lista utworów
1. "Errata Stigmata" (Litmanen, Vil) – 3:35
2. "Radio Werewolf" (Litmanen, Meichem, Vil) – 3:55
3. "Hand of Glory" (Litmanen, Vil) – 3:24
4. "Veritas" (Jouni Mömmö) – 5:00
5. "Skeleton Farm" (Babylon, Litmanen, Vil) – 3:45
6. "To Behold the Suns Below" (Babylon, Litmanen, Vil) – 5:33
7. "Exit Eden" (Litmanen, Vil) – 4:33
8. "Sol Niger" (Litmanen, Vil) – 3:58
9. "Fey" (Vil) – 4:36
10. "King Fear: Song For the Damned" (Vil) – 5:22